# 蘇有珍
蘇有珍（1981年8月11日—），韓國女演員。2013年1月19日結婚，夫婿為大她15歲的餐飲企業家白種元。兩人育有一子二女（龍熙、瑞賢、世恩），在2017年8月11日生日當天宣布懷上第三胎，小女兒於2018年2月8日誕生。

## 演出作品

### 電視劇
- 2000年：SBS《德兒》
- 2000年：SBS《菜鳥》
- 2001年：MBC《美味關係》飾 馬西奈
- 2001年：KBS《Cool》
- 2002年：SBS《情敵》飾 鄭多仁
- 2003年：MBC《烈愛無間道》飾 申智友/沈之妤
- 2003年：MBC《我的人生污點》
- 2005年：SBS《可愛或者瘋了》
- 2006年：KBS《漢城1945》
- 2006年：SBS《戀愛時代》（客串）
- 2006年：MBC《不可阻挡的High Kick》（客串）
- 2007年：SBS《尋找兒子三萬里》飾 羅順英
- 2010年：MBC《黃金魚》飾 文賢進
- 2012年：JTBC《Happy Ending》飾 金琴河
- 2012年：MBC《不能沒有你的生活》飾 姜智恩（客串）
- 2013年：KBS《Drama Special－Happy! Rose Day》
- 2013年：tvN《馬鈴薯星2013QR3》（客串）
- 2013年：KBS《漂亮男人》飾 在熙
- 2015年：TV朝鮮／tvN《偉大的故事－金氏姊妹們》飾演 李蘭影
- 2016年：KBS《五個孩子》飾 安美晶
- 2018年：MBC《我的愛情治癒記》飾 林志友/崔志友
- 2019年：SBS Plus（朝鲜语：SBS 플러스）《小狗崽子（朝鲜语：똥강아지들）》 （MC）
- 2023年：TVING《殘酷的實習生》（客串）
- 2023年：MBC《恋人》飾 昭容趙氏
- 2025年：KBS2《惡人之國》飾演 吳有珍

### 電影
- 2002年：《2424》
- 2005年：《3人3種愛情-愛情觸感》（網路電影）
- 2005年：《I'm O.K》（網路電影）
- 2009年：《黃金時代》
- 2010年：《逃出》
- 2011年：《晚餐》
- 2013年：《Mai Ratima》

### MV
- 2010年：復活《愛情這回事》

### 綜藝節目
- 2019年11月4日 - 2020年1月27日：《自然地》 E14－E26
- 2021年4月8日：《環環相扣的老故事》 第二季 E05

## 腳註
1. ↑  蘇有珍Twitter上所寫名字

## 外部連結
- 蘇有珍的X（前Twitter）
- 蘇有珍的Instagram帳戶